# Bouafle, Yvelines
Bouafle este o comună franceză situată în departamentul Yvelines, în regiunea Île-de-France. 

## Geografie

### Localizare
Comuna Bouafle este situată în valea Senei, la câțiva kilometri sud de Les Mureaux.
În partea sa sudică, comuna se extinde pe o porțiune a pădurii Alluets.

### Comune limitrofe
|                 | Les Mureaux |                                   |
| Flins-sur-Seine |             | Chapet Ecquevilly                 |
|                 | Bazemont    | Les Alluets-le-Roi Morainvilliers |

### Transporturi și căi de comunicație

#### Rețea rutieră
Este deservită de drumul departamental D 113 care leagă Paris de Caen, de autostrada Normandiei (A13), precum și de drumul departamental 44 care o leagă de Les Mureaux.

### Climă
În 2010, clima comunei era de tip oceanic al câmpiilor din Centru și de Nord, conform unui studiu a CNRS care se baza pe o serie de date care acoperă perioada 1971-2000. În 2020, Météo-France a publicat o tipologie a climei din Franța metropolitană în care comuna este expusă la un climat oceanic și se încadrează în regiunea climatică sud-vestică a bazinului parizian, caracterizată prin precipitații scăzute, în special în primăvară (120 până la 150 mm) și o iarnă rece (3,5 °C).
Pentru perioada 1971-2000, temperatura medie anuală este de 11,2 °C, cu o amplitudine termică anuală de 14,6 °C. Cantitatea medie anuală de precipitații este de 685 mm, cu 10 zile de precipitații în ianuarie și 7,7 zile în iulie. Pentru perioada 1991-2020, temperatura medie anuală observată la stația meteorologică cea mai apropiată, situată în comuna Maule la 7 km distanță în linie dreaptă, este de 11,8 °C, iar cantitatea medie anuală de precipitații este de 677,0 mm.
Pentru viitor, parametrii climatici estimati pentru comună, pentru anul 2050, conform diferitelor scenarii de emisii de gaze cu efect de seră, pot fi consultati pe un site dedicat publicat de Météo-France în noiembrie 2022.

## Urbanism

### Tipologie
La 1 ianuarie 2024, Bouafle este clasificată ca zonă periurbană, conform noii grile comunale de densitate cu șapte niveluri definită de INSEE (Institutul Național de Statistică și Studii Economice) în 2022. Aparține unității urbane Bouafle, o unitate urbană monocomunală care constituie un oraș izolat. În plus, comuna face parte din aria metropolitană a Parisului, fiind una dintre comunele de la periferie, această zonă reunind 1.929 de comune.

### Utilizarea terenului
În 2017, teritoriul comunei era compus din 82,28% spații agricole, forestiere și naturale, 4,7% spații deschise artificializate și 13,01% spații construite artificializate.

## Toponimie
Numele localității este atestat sub formele Boafra în secolul al XIII-lea, Boafle, Boalpha în 1351.

## Istorie
Sit locuit încă din epoca galo-romană.
Teritoriu care a aparținut în secolul al X-lea abației Saint-Germain-des-Prés, care a înființat aici un priorat.
Teritoriul era odinioară dedicat culturii viței de vie (un ciorchine de strugure în blazonul comunei amintește acest lucru).

## Populația și societatea

### Date demografice
Evoluția numărului de locuitori este cunoscută prin recensămintele populației efectuate în comună începând din 1793. Pentru comunele cu mai puțin de 10 000 de locuitori, un recensământ al întregii populații este realizat la fiecare cinci ani, populațiile legale pentru anii intermediari fiind estimate prin interpolare sau extrapolare.
În 2022, comuna număra 2 222 locuitori, în creștere cu +3,69 % față de 2016 (Yvelines: +2,72 %, Franța fără Mayotte: +2,11 %).
| An        | 1793  | 1821  | 1841  | 1856 | 1876 | 1886 | 1901 | 1921 | 1936 | 1962  | 1982  | 2006  | 2014  | 2022  |
| --------- | ----- | ----- | ----- | ---- | ---- | ---- | ---- | ---- | ---- | ----- | ----- | ----- | ----- | ----- |
| Populație | 1 150 | 1 098 | 1 126 | 990  | 830  | 834  | 757  | 707  | 697  | 1 340 | 2 094 | 2 161 | 2 102 | 2 222 |